# .bf
.bfは国別コードトップレベルドメイン（ccTLD）の一つで、ブルキナファソに割り当てられている。このドメインは、ARCE-AutoritÈ de RÈgulation des Communications Electroniquesによって運営されている。